# هاريس راديتيناك
هاريس راديتيناك (28 أكتوبر 1985 بنوفي بازار في صربيا - ) هو لاعب كرة قدم بوسني في مركز الوسط. لعب مع أتفدابيرجس ونادي يورغوردينس وLinköpings FF ‏ وMjällby AIF ‏.

## روابط خارجية
- هاريس راديتيناك على موقع الاتحاد الأوربي (الإنجليزية)
- هاريس راديتيناك على موقع اتحاد السويد (السويدية)
- هاريس راديتيناك على موقع قاعدة بيانات كرة القدم.إي يو (الإنجليزية)
- هاريس راديتيناك على موقع Soccerway.com (الإنجليزية)